# Hôtel de Ville (stacja metra)
Hôtel de Ville – stacja 1. i 11. linii metra w Paryżu. 
Stacja znajduje się w  4. dzielnicy Paryża. Na linii 1 stacja została otwarta 19 lipca 1900, a na linii 11 – 28 kwietnia 1935. W 2004 r. ze stacji skorzystało 12,03 miliona pasażerów. W pobliżu stacji znajduje się siedziba rady miejskiej – Hôtel de Ville.